# Lennart "Hoa-Hoa" Dahlgren
Folke Lennart Roland ”Hoa-Hoa” Dahlgren, född 4 maj 1952 i Stockholm, är en svensk tyngdlyftare, krögare, programledare och wrestlingkommentator. 

## Biografi
Han tävlade för Stockholms Atletklubb under 1970-talet och har sammanlagt elva SM-titlar i tyngdlyftning. Dahlgren tävlade i Sommar-OS 1976 och kom på en 11:e plats i 110 kiloklassen.
1978 deltog han i Försäkringskassans omfattande reklamkampanj för den nyinförda pappaledigheten. En affisch föreställande den muskulöse Dahlgren med ett spädbarn i famnen  hade texten Barnledig pappa! Dahlgren själv var emellertid aldrig pappaledig. Själva annonsen fungerar som sinnebild för många när det gäller pappaledighet och används ibland av media för att illustrera ämnet.
Efter sin aktiva tid har Dahlgren fortsatt att jobba som konferencier vid tyngdlyftningstävlingar. Han har under flera år också varit restaurangägare i Stockholm: senast den nyligen sålda Linas Bar vid Fridhemsplan där han ofta lagade maten och tidigare Broncos Bar på Norrmalm. Han äger numera Lokes Bar på Södermalm. Vidare har han vid flera tillfällen medverkat i tävlingsprogrammet På spåret, i vilket han gick till final med Cecilia Hagen 2002, 2003, 2008, 2013 (mästarsäsong), och 2007 var han programledare för frågesportprogrammet Besserwisser på Kanal 9. Han är bosatt i Stockholm och har en dotter. Han var med första säsongen 1987 av På Spåret tillsammans med Margareta Söderström och Thomas Wernersson och vann då premiärsäsongen.
Därtill är Dahlgren en legend bland svenska wrestlingfans sedan han åren 1992–1996 kommenterade WCW och WWF (heter numera WWE) på TV3 och TV1000 tillsammans med Bruno Arvidsson. I februari 2009 gjorde duon comeback som wrestlingkommentatorer, denna gång på Eurosport, men efter april månads ordinarie sändningar ersattes Dahlgren av Anders Axklo.
Smeknamnet Hoa-Hoa kommer sig av att det var det han skrek på en tyngdlyftningstävling 1973, för att peppa sig själv inför lyften. Uttrycket fick han från en bok om japansk andningsteknik. Dagen efter var det stora rubriker i Expressen där han fick smeknamnet ”Hoa-Hoa” som sedan dess hängt med. Därefter använde Dahlgren andra kraftuttryck men det var just ”Hoa-Hoa” som etsade sig fast.

## Priser och utmärkelser
| SM-titlar (ej komplett) | SM-titlar (ej komplett)                        | SM-titlar (ej komplett)            |
| År                      | Tävling                                        | Placering                          |
| ----------------------- | ---------------------------------------------- | ---------------------------------- |
| 1973                    | SM i tyngdlyftning, Vällingby 3–4 mars         | 1:a plats i 90 kilo                |
| 1975                    | SM i tyngdlyftning, Sundbyberg 21–23 mars      | 1:a plats i 90 kilo + ryck         |
| 1976                    | SM i tyngdlyftning, Sundbyberg 27–29 feb.      | 1:a plats i 110 kilo               |
| 1977                    | SM i tyngdlyftning, Sundbyberg 1–3 april       | 1:a plats i 100 kilo               |
| 1979                    | SM i tyngdlyftning, Sundbyberg 30 mars–1 april | 1:a plats i 100 kilo + ryck + stöt |